# Edificio de la Comandancia de Ingenieros de Melilla
El Edificio de la Comandancia de Ingenieros es un edificio ecléctico sede de la Comandancia de Obras de Melilla que está situado en la Avenida Reyes Católicos, Ensanche Modernista de Melilla (España) y que forma parte del Conjunto Histórico Artístico de la Ciudad de Melilla, Bien de Interés Cultural.

## Historia
Fue construido entre 1915 y 1917 según proyecto de los ingenieros militar Salvador Navarro Pages y José de la Gándara.